# Psychotria spadicea
Psychotria spadicea är en måreväxtart som först beskrevs av Henri François Pittier, och fick sitt nu gällande namn av Paul Carpenter Standley och Julian Alfred Steyermark. Psychotria spadicea ingår i släktet Psychotria och familjen måreväxter. Inga underarter finns listade i Catalogue of Life.